# Поросюк Олександр Васильович
Олекса́ндр Васи́льович Поросю́к (29 вересня 1977, Кременчук, Полтавська область — 27 квітня 2015, Волноваха, Донецька область) — старший солдат Збройних сил України, учасник російсько-української війни.

## Життєвий шлях
Народився 1977 року в місті Кременчук на Полтавщині. Закінчив 8 класів міської середньої школи № 5, здобув фах кухаря в профтехучилищі № 29 м. Кременчук. Проходив строкову військову службу в Збройних силах України, працював кухарем у військовій частині Кременчука. У 2008 році закінчив Харківський національний університет ім. В. Н. Каразіна і отримав базову вищу освіту за напрямком підготовки «Психологія», у 2014 році закінчив Приватне акціонерне товариство «Вищий навчальний заклад» «Міжрегіональна Академія управління персоналом» і отримав повну вищу освіту за спеціальністю «Психологія».
Працював у Кременчуці психологом в Центрі соціальних служб для сім'ї, дітей та молоді — по мікрорайону Молодіжне, однак потрапив під скорочення.
Батько-одинак, після смерті дружини сам виховував доньку, доглядав за паралізованою бабусею.
У зв'язку з російською збройною агресією проти України у січні 2015 призваний Кременчуцьким об'єднаним військовим комісаріатом за частковою мобілізацією як доброволець. Півтора місяця проходив навчання на Львівщині.
Старший солдат, кухар взводу матеріального забезпечення танкового батальйону 72-ї окремої механізованої бригади, в/ч А2167, м. Біла Церква. З 15 березня 2015 брав участь в антитерористичній операції на сході України.
27 квітня 2015-го помер від множинних осколкових поранень, яких зазнав у районі міста Волноваха під час обстрілу.
Похований 30 квітня на Свіштовському кладовищі Кременчука, в Секторі загиблих Героїв АТО.
У Олександра залишилися мати, брат та донька Аліна 2001 р.н.

## Нагороди та відзнаки
- Відзнака Президента України «За участь в антитерористичній операції» (посмертно)[4].
- Рішенням Полтавської обласної ради нагороджений відзнакою «За вірність народу України» І ступеня (посмертно)[5].
- Внесений посмертно у «Книгу пошани Полтавщини» Полтавської обласної ради[6].

## Вшанування пам'яті
- 1 вересня 2015 у м. Кременчук на фасаді будівлі Кременчуцької гімназії № 5 імені Т. Г. Шевченка відкрито меморіальну дошку випускникам Олександру Поросюку, Вадиму Пугачову та Станіславу Душі[7][8].
- Рішенням XX-ї сесії 7-го скликання Кременчуцької міської ради від 4 квітня 2017 року на честь загиблого кременчужанина названо вулицю в новому мікрорайоні Озерний — вулиця Олександра Поросюка[9].